# Isle of Man TT 1961
Isle of Man TT 1961 je bila četrta dirka motociklističnega prvenstva v sezoni 1961. Potekala je na dirkališču Isle of Man.

## Razred 500 cm³
| Poz | Dirkač        | Država              | Moštvo | Hitrost    | Čas       | Točke |
| --- | ------------- | ------------------- | ------ | ---------- | --------- | ----- |
| 1   | Mike Hailwood | Združeno kraljestvo | Norton | 100.61 mph | 2:15.02.0 | 8     |
| 2   | Bob McIntyre  | Združeno kraljestvo | Norton | 99.20 mph  | 2:16.54.4 | 6     |
| 3   | Tom Phillis   | Avstralija          | Norton | 98.78 mph  | 2:17.31.2 | 4     |
| 4   | Alistair King | Združeno kraljestvo | Norton | 97.73 mph  | 2:18.59.8 | 3     |
| 5   | Ron Langston  | Združeno kraljestvo | Norton | 97.52 mph  | 2:19.17.6 | 2     |
| 6   | Tony Godfrey  | Združeno kraljestvo | Norton | 96.82 mph  | 2:22.18.0 | 1     |

## Razred 350 cm³
| Poz | Dirkač         | Država              | Moštvo    | Hitrost   | Čas       | Točke |
| --- | -------------- | ------------------- | --------- | --------- | --------- | ----- |
| 1   | Phil Read      | Združeno kraljestvo | Norton    | 95.11 mph | 2:22.50.0 | 8     |
| 2   | Gary Hocking   | Rodezija            | MV Agusta | 94.25 mph | 2:24.07.8 | 6     |
| 3   | Ralph Rensen   | Združeno kraljestvo | Norton    | 93.65 mph | 2:25.03.0 | 4     |
| 4   | Derek Minter   | Združeno kraljestvo | Norton    | 93.50 mph | 2:25.16.8 | 3     |
| 5   | Franta Stastny | Češkoslovaška       | Jawa      | 93.15 mph | 2:25.50.2 | 2     |
| 6   | Roy Ingham     | Združeno kraljestvo | Norton    | 92.97 mph | 2:26.07.0 | 1     |

## Razred 250 cm³
| Poz | Dirkač              | Država              | Moštvo | Hitrost   | Čas       | Točke |
| --- | ------------------- | ------------------- | ------ | --------- | --------- | ----- |
| 1   | Mike Hailwood       | Združeno kraljestvo | Honda  | 98.38 mph | 1:55.03.6 | 8     |
| 2   | Tom Phillis         | Avstralija          | Honda  | 96.56 mph | 1:57.14.2 | 6     |
| 3   | Jim Redman          | Rodezija            | Honda  | 93.09 mph | 2:01.36.2 | 4     |
| 4   | Kunimitsu Takahashi | Japonska            | Honda  | 92.25 mph | 2:02.43.2 | 3     |
| 5   | Naomi Taniguchi     | Japonska            | Honda  | 88.90 mph | 2:07.20.0 | 2     |
| 6   | Fumio Ito           | Japonska            | Yamaha | 87.88 mph | 2:08.49.0 | 1     |

## Razred 125 cm³
| Poz | Dirkač          | Država              | Moštvo  | Hitrost   | Čas       | Točke |
| --- | --------------- | ------------------- | ------- | --------- | --------- | ----- |
| 1   | Mike Hailwood   | Združeno kraljestvo | Honda   | 88.23 mph | 1:16.58.6 | 8     |
| 2   | Luigi Taveri    | Švica               | Honda   | 88.09 mph | 1:17.06.0 | 6     |
| 3   | Tom Phillis     | Avstralija          | Honda   | 87.28 mph | 1:17.49.0 | 4     |
| 4   | Jim Redman      | Rodezija            | Honda   | 84.83 mph | 1:20.04.2 | 3     |
| 5   | Sadao Shimazaki | Japonska            | Honda   | 84.80 mph | 1:20.06.0 | 2     |
| 6   | Ralph Rensen    | Združeno kraljestvo | Bultaco | 83.26 mph | 1:21.35.2 | 1     |